# Andrzej Zieniewicz
Andrzej Zieniewicz (ur. 30 listopada 1949 w Warszawie, zm. 29 lipca 2023 w Mrągowie) – polski pisarz i literaturoznawca, prof. dr hab., dyrektor Centrum Języka Polskiego i Kultury Polskiej dla Cudzoziemców „Polonicum” Wydziału Polonistyki UW.

## Wykształcenie
Absolwent II Liceum Ogólnokształcącego im. Stefana Batorego w Warszawie (matura 1967). W 1973 ukończył studia polonistyczne na Uniwersytecie Warszawskim. W 1981 obronił pracę doktorską pt. Program ideowo-artystyczny i praktyka poetycka żagarów wileńskich pod kierunkiem Janusza Rohozińskiego, w 2002 otrzymał habilitację za pracę pt. Obecność autora. Style rzeczywistości w sylwie współczesnej. W 2015 uzyskał tytuł profesora nauk humanistycznych.

## Praca naukowa
W pracy badawczej koncentrował się na: poezji dwudziestolecia międzywojennego, historii i historiozofii w literaturze XX wieku, problemach literatury jako świadectwa oraz studiach nad formami prozatorskimi z pogranicza fikcji i autobiografii.
Bezpośrednio po ukończeniu w 1973 studiów polonistycznych na Uniwersytecie Warszawskim, został zatrudniony na stanowisku asystenta w Zakładzie Literatury XX wieku Wydziału Polonistyki. W latach 1986–1994 wykładał język i literaturę polską na uniwersytetach w Ankarze i w Stambule; gdzie założył wydziały filologii polskiej. Następnie wrócił na UW, od 2004 na stanowisku profesora UW. W latach 2005–2013 kierował Zakładem Literatury XX wieku, a od 2014 Zakładem Literatury XX i XXI wieku Instytutu Literatury Polskiej (ILP) UW. Od 2006 należał do zespołu Pracowni Antropologicznych Problemów Literatury ILP UW. W latach 2007–2016 był dyrektorem Centrum Języka Polskiego i Kultury Polskiej dla Cudzoziemców „Polonicum” UW. W 2016 został przewodniczącym Rady Naukowej Centrum. Pracował także w Wyższej Szkole Komunikowania i Mediów Społecznych im. Jerzego Giedroycia w Warszawie (2000–2010).

## Działalność krytyczna i publicystyczna
W 1972 opublikował na łamach „Nowego Wyrazu” pierwszą recenzję pt. Niestety – melodramat, dotyczącą powieści Zyty Oryszyn Melodramat. W miesięczniku tym publikował do 1973. Jako krytyk współpracował z „Nowymi Książkami” (1972–1974), „Literaturą” (1976–1979), „Poezji” (1975–1986), „Przeglądzie Humanistycznym" (1977, 1981, 1983, 2010), „Miesięczniku Literackim” (1982–1987), „Wiadomościach Kulturalnych” (1995–1997), „Roczniku Towarzystwa Literackiego im. Adama Mickiewicza” (1996–1997), „Regionach” (1997), „Tekstach Drugich” (2003–2004). W latach 1980–1981 był zastępcą redaktora naczelnego „Nowego Wyrazu”. W 2003 był wśród założycieli kwartalnika „LiteRacje”, w latach 2010–2013 wchodził w skład jego redakcji.
Był gościem audycji Radia Tok FM Światopogląd i Wielka Loża Komentatorska (2013–2016).

## Nagrody i odznaczenia
W 1988 został laureatem Nagrody „Miesięcznika Literackiego” za książkę "Idące Wilno. Rzecz o Żagarach" (Państwowy Instytut Wydawniczy).
W 2017 „za zasługi w działalności na rzecz rozwoju nauki” został odznaczony Srebrnym Krzyżem Zasługi.

## Życie prywatne
Urodził się w rodzinie urzędniczej Bogdana Zieniewicza i Marianny z domu Pilich. W 1974 ożenił się z Ewą Pietrzyk, doktorką politologii. Mieszkał w Warszawie. Pochowany na Cmentarzu Bródnowskim w Warszawie.

## Książki autorskie
- Idące Wilno. Szkice o Żagarach, Warszawa 1987.
- Małe iluminacje. Formy prozatorskie w twórczości Mirona Białoszewskiego, Warszawa 1989.
- Polak mały w Azji mniejszej, Warszawa 1992.
- Jak Polak z Polakiem. Autoprezentacje. Dyskursy. Analizy, Ciechanów 1998.
- Obecność autora. Style rzeczywistości w sylwie współczesnej, Warszawa 2001.
- Pakty i fikcje. Autobiografizm po końcu wielkich narracji, Warszawa 2011.
- Sceny biografii. Ja pisarskie w pamięci autobiograficznej, Warszawa 2022.